# Carabodes translamellatus
Carabodes translamellatus är en kvalsterart som beskrevs av Pérez-Íñigo jr. 1990. Carabodes translamellatus ingår i släktet Carabodes och familjen Carabodidae. Inga underarter finns listade.